# Schloss Landau
Das Schloss Landau liegt im Norden des Bad Arolsener Stadtteils Landau im Landkreis Waldeck-Frankenberg und stammt teilweise aus dem 14. Jahrhundert. Aktuell wird es nach längerem Leerstand durch den neuen Eigentümer umfangreich saniert.

## Geschichte

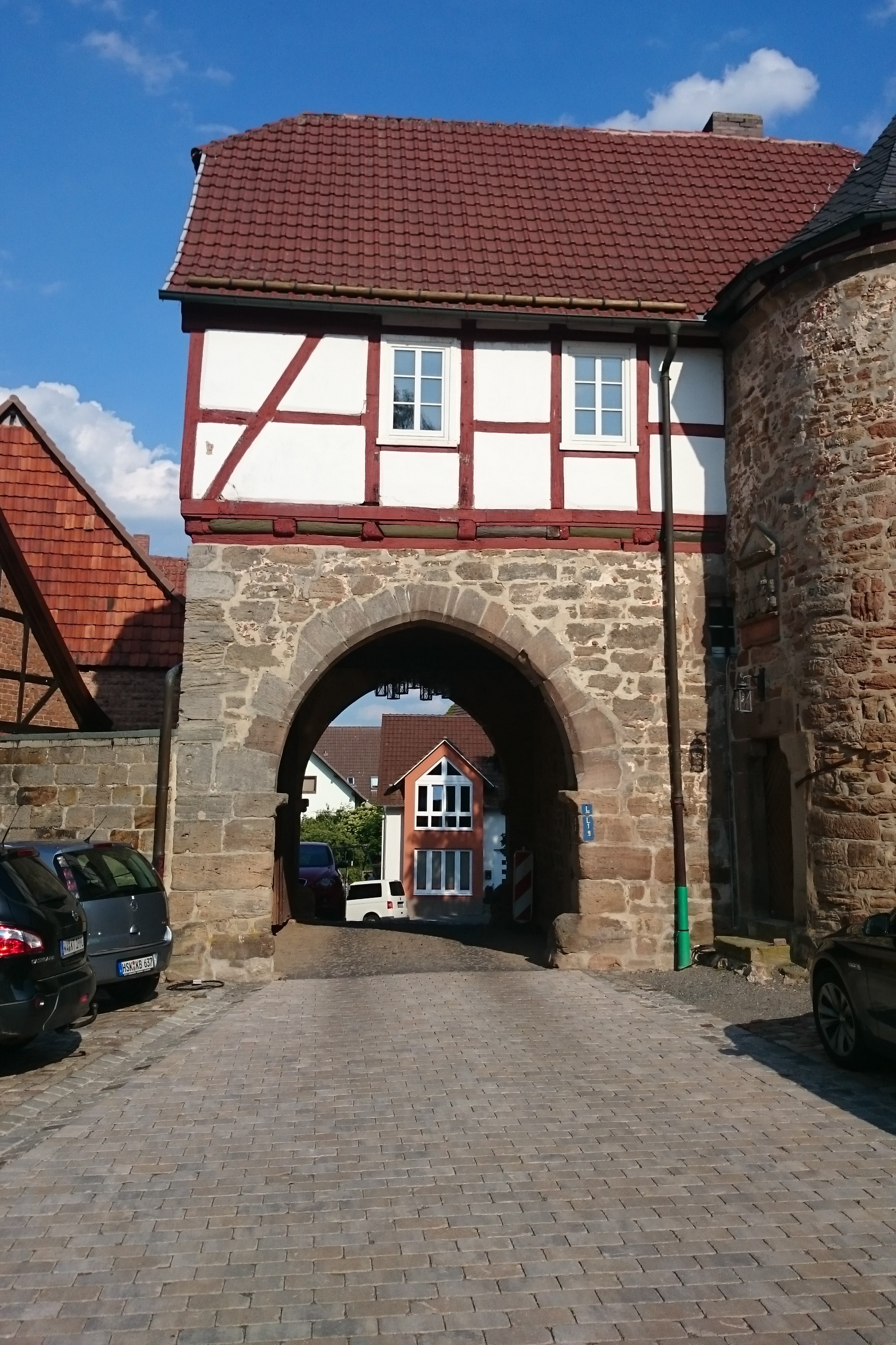
Das Torhaus der Schlossanlage

Im 13. Jahrhundert stand an gleicher Stelle eine Burganlage. Diese wurde um das Jahr 1330 durch den Grafen Heinrich IV. von Waldeck zu einem Schloss umgebaut, das 1339 erstmals urkundlich erwähnt wurde. Ab 1366 nutzte es sein Enkel Heinrich VI. zeitweise als Residenz. Hier residierte von 1397 bis 1495 die ältere und von 1550 bis 1597 die neuere Landauer Linie der Grafen von Waldeck. 
Gegen Ende des 14. Jahrhunderts kam eine auf der ursprünglichen Krypta basierende in romanischem Stil gehaltene Kapelle hinzu, die später in gotischem Stil fertiggestellt wurde und der Grafenfamilie als Begräbniskapelle diente. Diese ehemalige Begräbniskapelle ist heute die Stadtkirche Landau der evangelischen Kirchengemeinde. Während das Schloss am Rande der Altstadt liegt, steht die Kirche auf dem höchsten Punkt des Schlossberges inmitten der Altstadt. 
Ab 1549 begannen umfangreiche Umbaumaßnahmen am Schloss: Teile des Ost- und Nordflügels, der große Treppenturm an der Hofseite und das Portal zum Hof an der Ostseite sind aus dieser Zeit erhalten.
Von 1679 bis 1683 wurde das Schloss abermals umfangreich aus- und umgebaut. Anlass war die Vermählung des Schlossherren Christian Ludwig von Waldeck mit seiner zweiten Frau im Jahr 1680. In den Folgejahren waren weitere Umbauten des Schlosses nötig, unter anderem, da neben den 14 Kindern des Schlossherren aus erster Ehe am Ende auch 11 Kinder aus zweiter Ehe zu beherbergen waren.
1744 stürzte ein Teil des Ostflügels ein, sodass dieser Gebäudeteil in der Folgezeit bis etwa 1750 gänzlich abgebrochen wurde.
1749–1763 wurde das Schloss nach einem Brand der Stadt erneut umgebaut. Unter anderem wurde in dieser Zeit der bis heute bestehende Torbogen mit dem darüber liegenden Verbindungsgang zwischen Nord- und Südflügel geschaffen. Weitere umfangreiche Instandsetzungsarbeiten an den verbliebenen Gebäudeteilen können auf das Jahr 1818 datiert werden.
Nach dem Ableben des Prinzen Ferdinand Ludwig Hubert von Waldeck im Jahr 1828 wurde das Schloss zunächst an den Meiereibesitzer Wilhelm von Hadel verpachtet, später dann an dessen Nachfolger. 1849 ist dann wieder ein Bewohner aus der Waldeckischen Fürstenfamilie nachweisbar.

## Fremdnutzung im 20. Jahrhundert
Spätestens in den 1930er Jahren wurde das Schloss dann wieder langfristig vermietet: Von 1933 bis 1944 war das Gebäude Sitz einer Bauernhochschule.
1948 wurde aus dem Schloss das Alten- und Pflegeheim „Schloss Landau“, eine Außenstelle der Evangelischen Altenhilfe Gesundbrunnen in Hofgeismar. Der Schlossgarten mit seinem historischer Steinbrunnen wurde zum Therapiegarten. Daneben existiert ein alter Obstgarten mit Apfel, Pflaume, Himbeere, Stachelbeere und Johannisbeere. Das Altenheim bestand bis zum Jahr 2012.

## Neuer Eigentümer nach Leerstand
Zwei Jahre nach der Schließung des Altenheims wurde das Anwesen von der Waldeckschen Dominialverwaltung an einen privaten Hotelbetreiber verkauft. Seit dem Frühjahr 2015 wurden umfangreiche Sanierungs- und Umbauarbeiten am Schloss und den dazugehörigen Nebengebäuden durchgeführt. Neben privaten Räumlichkeiten ist ein Gäste- und Seminarhaus sowie ein repräsentativer Saal im Schloss für verschiedene Veranstaltungen entstanden. Der ehemalige Therapiegarten soll weiter allgemein zugänglich bleiben.